# Finn Aabye
Finn Aabye (sinh ngày 7 tháng 7 năm 1935, Hellerup) là một nhà sản xuất phim người Đan Mạch. Ông từng là giám đốc của Viện phim Đan Mạch.

## Phim đã sản xuất
- To (1964)